# Lars Börgeling
Lars Börgeling, né le 16 avril 1979 à Neuss, est un athlète allemand spécialiste du saut à la perche.
Son record personnel est de 5,85 m, réalisé en juillet 2002 à Leverkusen en Allemagne. Il s'agit de la 6e meilleure performance de tous les temps d'un sportif allemand dans cette discipline.

## Principaux résultats
| Année | Compétition                    | Lieu                 | Résultat | Perf.  |
| ----- | ------------------------------ | -------------------- | -------- | ------ |
| 1997  | Championnats d'Europe junior   | Ljubljana, Slovénie  | 1er      | 5,40 m |
| 1998  | Championnats du monde junior   | Annecy, France       | 2e       | 5,50 m |
| 2001  | Championnats d'Europe espoirs  | Amsterdam            | 1er      | 5,60 m |
| 2002  | Championnats d'Europe en salle | Vienne, Autriche     | 3e       | 5,75 m |
| 2002  | Championnats d'Europe          | Munich, Allemagne    | 2e       | 5,80 m |
| 2002  | Coupe du monde                 | Madrid, Espagne      | 3e       | 5,70 m |
| 2004  | Jeux olympiques                | Athènes, Grèce       | 6e       | 5,75 m |
| 2006  | Finale mondiale                | Stuttgart, Allemagne | 8e       |        |